# Мурав'янка-струмовик
Мурав'янка-струмови́к (Hypocnemoides) — рід горобцеподібних птахів родини сорокушових (Thamnophilidae). Представники цього роду мешкають в Амазонії та на Гвіанському нагір'ї.

## Види
Виділяють два види:
- Мурав'янка-струмовик північна (Hypocnemoides melanopogon)
- Мурав'янка-струмовик південна (Hypocnemoides maculicauda)

## Етимологія
Наукова назва роду Hypocnemoides походить від сполучення наукової назви роду Мурав'янка-прудкокрил (Hypocnemis Cabanis, 1847) і слова дав.-гр. οιδης — той, що нагадує.